# Petit Indicateur
Indicator minor
Espèce
Statut de conservation UICN

 LC  : Préoccupation mineure
Le Petit Indicateur (Indicator minor) est une espèce d'oiseaux de la famille des Indicatoridae, vivant en Afrique subsaharienne.

## Habitat
Il privilégie les zones boisées éparses, les savanes et les lisières de forêst.

## Nourriture
À l'aide de leur microbiote intestinal ils parviennent à décomposer la cire d'abeille en acides gras (qui n’est digestible ni par la plupart des autres espèces d’oiseaux – qui ne sont pas tous amateurs de miel – ni par la majorité des animaux du vivant), cette dernière étant sept fois plus riche en énergie que le miel. Ils ont par ailleurs un odorat bien développé, ce qui est rare chez les oiseaux.

## Liste des sous-espèces
Selon la classification de référence du Congrès ornithologique international (14.2, 2024) :
- I. m. ussheri Sharpe, 1902 — du Sierra Leone au Ghana ;
- I. m. conirostris (Cassin, 1856) — du Nigeria à l'ouest du Kenya et à l'Angola ;
- I. m. senegalensis Neumann, 1908 — de la Sénégambie à l'ouest du Soudan ;
- I. m. riggenbachi Zedlitz, 1915 — du Cameroun à l'ouest de l'Ouganda ;
- I. m. diadematus Rüppell, 1837 — du Soudan au nord de la Somalie ;
- I. m. teitensis Neumann, 1900 — du Soudan du Sud au Mozambique ;
- I. m. damarensis (Roberts, 1928) — forêts claires de la savane namibienne ;
- I. m. minor Stephens, 1815 — Afrique australe.